# Marianne-Werefkin-Preis
Der Marianne-Werefkin-Preis, eigene Schreibweise Marianne Werefkin-Preis, ist ein Preis für künstlerische Leistungen von Bildhauerinnen des Vereins der Berliner Künstlerinnen 1867 e. V. Es war der erste Kunstpreis nur für Frauen. Der Name geht auf die expressionistische Malerin Marianne von Werefkin zurück.

## Geschichte
Der Marianne-Werefkin-Preis wurde 1990 auf Vorschlag von Jörn Merkert vom Verein der Berliner Künstlerinnen gestiftet. Namenspatronin des Preises wurde Marianne von Werefkin. Die erste Preisverleihung fand 1990 noch ohne Jury statt. Auf Vorschlag von Merkert wurde die Bildhauerin Pomona Zipser als erste Preisträgerin ausgewählt. Die zweite Preisvergabe im Jahr 1992 wurde dann durch eine Jury bestimmt.
Bei der Auslobung des Marianne-Werefkin-Preises 1995/96 bewarben sich bereits 140 Künstlerinnen, aus denen die Jury dann Katharina Meldner kürte. Im Jahr 1999 wählte die Jury aus 109 Bewerbungen das Künstlerduo Ulrike Bock und Brigitta Sgier aus. Im Jahr 2001 wurde die Jury nicht mehr aus Kunsthistorikern und Museumsdirektoren besetzt, sondern aus den Künstlerinnen des Vereins, die aus 106 Bewerbungen eine Siegerin kürten.
2005 war der Preis erstmals nicht mehr auf Berliner Künstlerinnen beschränkt. Es bewarben sich 752 deutsche Künstlerinnen, aus denen eine Expertenkommission Heike Ruschmeyer wählte. Im Jahr 2007 Jahr wurde der Preis nicht mehr bundesweit ausgeschrieben. Die Jury nominierte insgesamt 16 Künstlerinnen und beschränkte sich außerdem auf die Gattung Bildhauerei. Es gewann Paloma Varga Weisz.
2018 wurde mit Roey Victoria Heifetz erstmals eine Transfrau nominiert.

## Bedingungen
Die Bedingungen variieren in jedem Bewerbungsjahr. Mal dürfen sich nur Berliner Künstlerinnen bewerben, dann auch Künstlerinnen aus ganz Deutschland. Die Bewerberinnen sollten eine abgeschlossene akademische Ausbildung an einer Hochschule für Bildende Künste nachweisen können.

## Dotierung
Der Preis ist mit 5000 Euro dotiert, die überwiegend durch Sponsoren und Spender aufgebracht werden. Mit der Auszeichnung war bis 2018 eine Ausstellung in der Berlinischen Galerie verbunden. Die nominierten Künstlerinnen sowie die Preisträgerin werden 2020 im Berliner Haus am Kleistpark ausgestellt.

## Preisträgerinnen
- 1990: Pomona Zipser, außerdem Preise für Angela Hampel und Sabine Kasan
- 1992: Karla Woisnitza
- 1995/1996: Katharina Meldner
- 1998/1999: Ulrike Bock, Brigitta Sgier[5]
- 2001/2002: Susanne Ahner
- 2005: Heike Ruschmeyer
- 2007: Paloma Varga Weisz
- 2013: Caro Suerkemper
- 2015: Isa Melsheimer
- 2018: Stella Hamberg
- 2020: Barbara Breitenfellner[6]
- 2022: Kerstin Grimm